# Wallisové z Karighmainu
Wallisové z Karighmainu (hrabata z Wallisu, svobodní páni z Carringhmain, německy Grafen von Wallis, Freiherrn von Carrighmain) byli hraběcí rod původem z Francie. Představitelé tohoto rodu vykonávali významné funkce u dvora a ve státní službě i u armády jako důstojníci.

## Historie a původ
Získali majetek v Irsku a Skotsku. Roku 1622 vstoupil Richard baron z Karigheimu (Carrickminesu) se svými syny do armády císaře Ferdinanda II., získal hodnost plukovníka a roku 1632 byl smrtelně raněn v bitvě u Lützenu.
Starší syn Theobald Walsh se vrátil do Irska a mladší syn Oliver zůstal ve službách císaře a sloužil v armádě jako důstojník. Roku 1652 mu byl udělen inkolát v Čechách a roku 1667 zemřel jako generálmajor.
Starší syn Olivera Arnošt Jiří z Wallisu založil českou větev v Kolešovicích na Rakovnicku a František Arnošt z Wallisu založil moravskou větev (Moravské Budějovice). Arnošt Jiří z Wallisu zemřel roku 1689 při obléhání Mohuče.

### V Rakousku

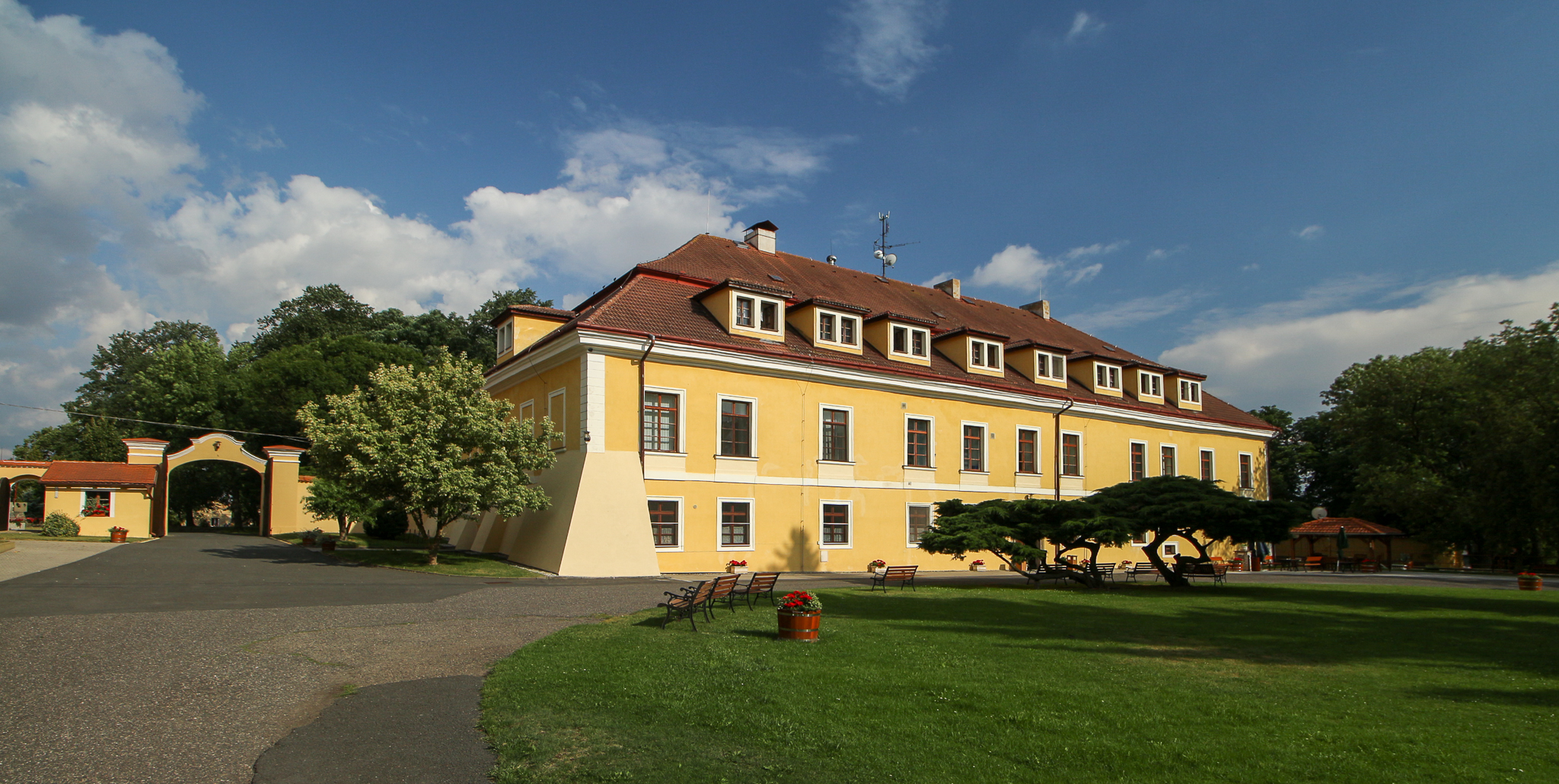
Zámek v Kolešovicích

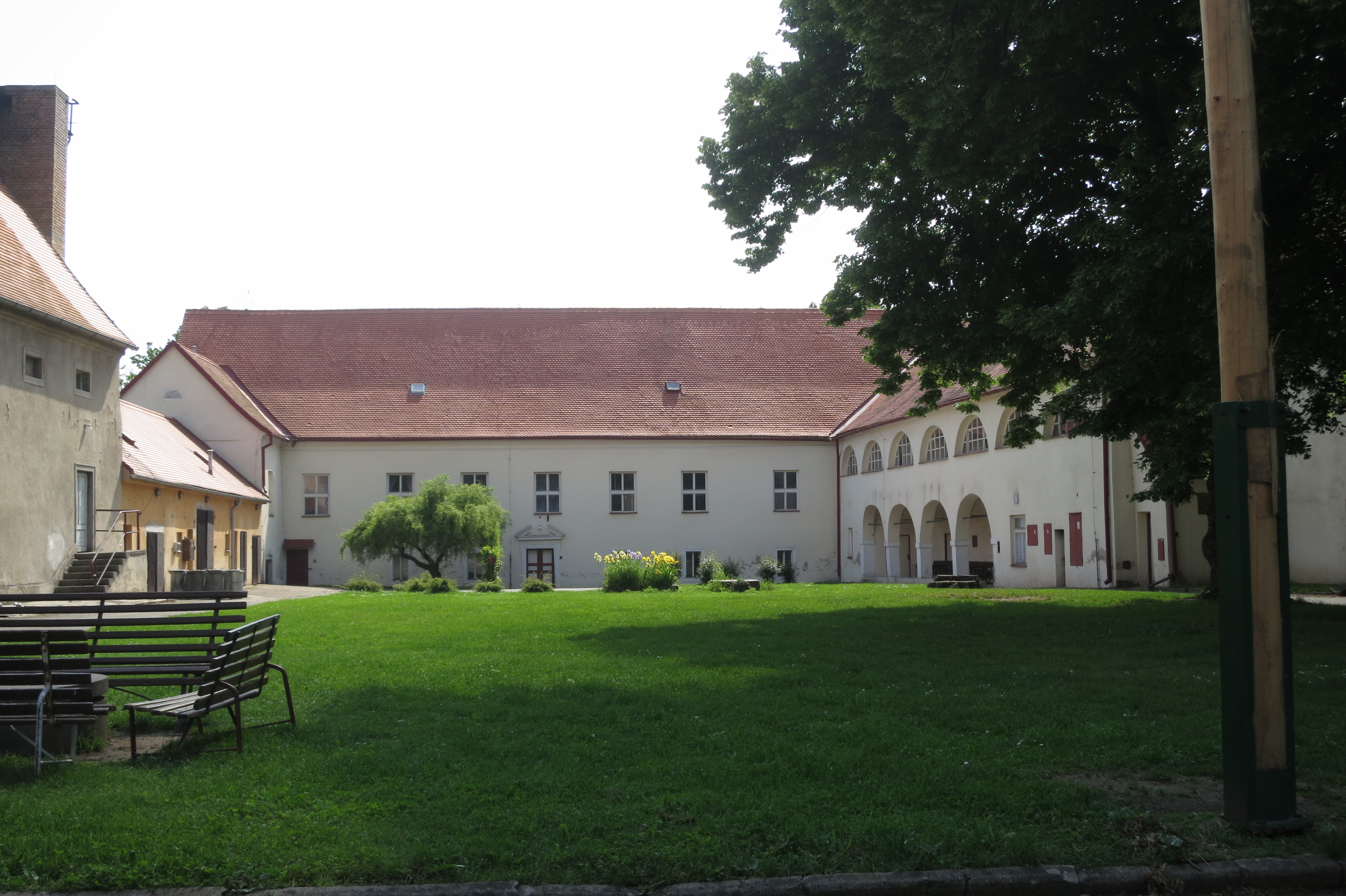
Zámek v Budči

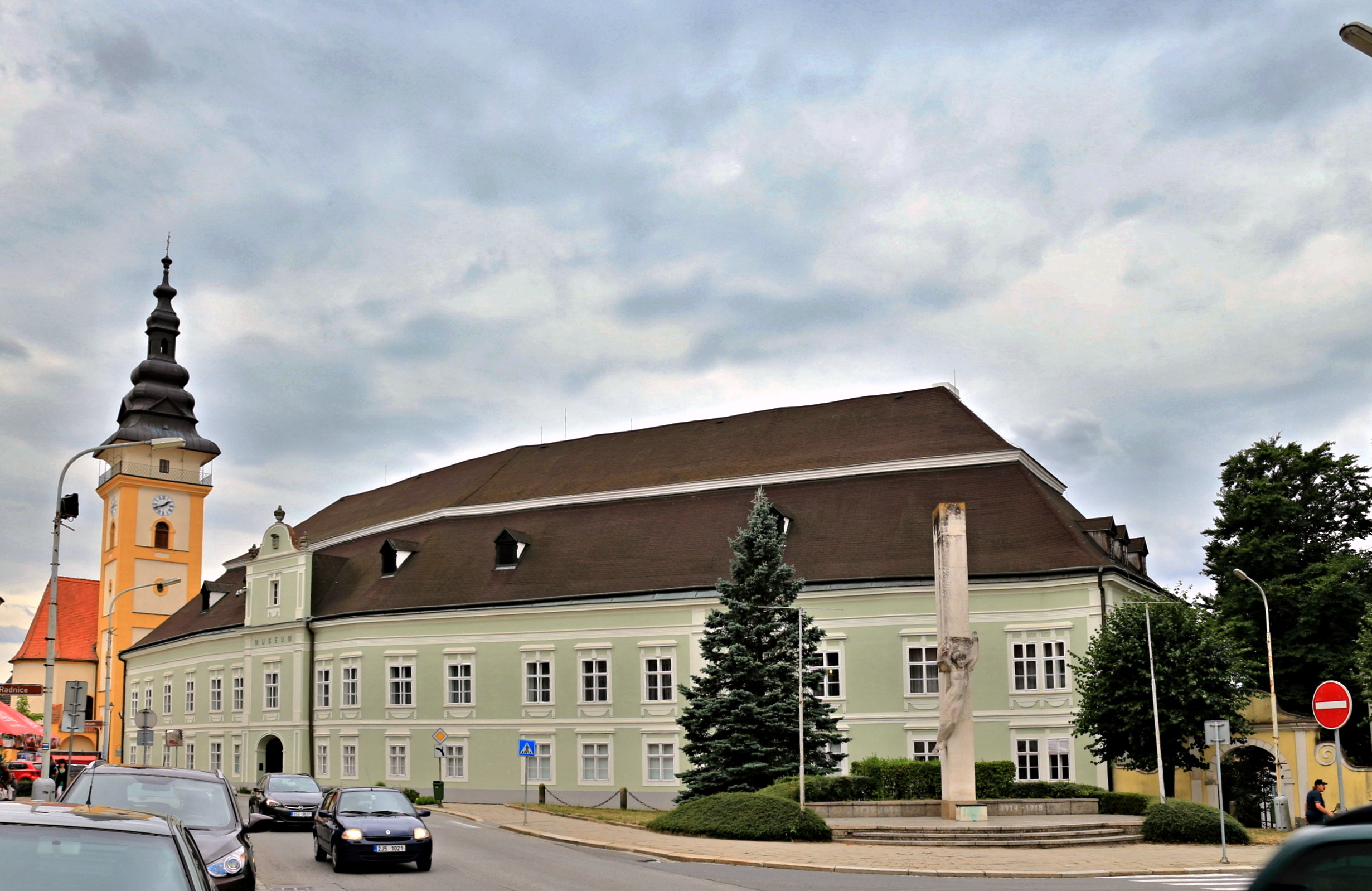
Zámek v Moravských Budějovicích

V roce 1622 Richard z Wallisu († v listopadu 1632) se svými syny Theobaldem a Oliverem opustil vlast včetně rodových panství Carrickmines v Dublinském hrabství, aby unikl pronásledování katolíků za vlády Olivera Cromwella. Odcestovali do římskoněmecké říše, kde se všichni tři patřili mezi první irské důstojníky, kteří byli přijati do vojska císaře Ferdinanda II. Richard, c. k. plukovník, zemřel v Magdeburgu na následky zranění z bitvy u Lützenu.
Jeho starší syn Theobald se vrátil do vlasti a mladší Oliver (1600 – 21. června 1667) zůstal v německých zemích a v době třicetileté války rychle postupoval po kariérním žebříčku. Získal vlastní pluk a 12. prosince 1651 český inkolát s titulem svobodného pána  a hodnost komořího. Jako projev uznání za statečnost, kterou prokázal roku 1645 u Olomouce byl vyznamenán čestným zlatým řetězem. Později se stal velitelem pevnosti Satmar a 5. ledna 1666 byl povýšen na generála-polního vachmistra a zemřel jako velící generál na opačném břehu Tisy. Byl zakladatelem obou pozdějších hraběcích linií rodu.
První z těchto linií založil Oliverův starší syn, Arnošt Jiří (Ernst Georg), druhou linii mladší syn, František Arnošt (Franz Ernst).
Vývod z předků obou linií:
První linie – kolešovická:
Arnošt Jiří, syn Olivera (1637 – 6. září 1689), c. k. skutečný komorník, pán na Velichově a Kolešovicích, také on si zvolil vojenskou kariéru, 5. září 1685 byl jmenován do hodnosti generála-polního vachmistra, 7. října 1688 polního podmaršálka a zemřel při obléhání Mohuče v roce 1689. Se svou manželkou Marií Magdalenou hraběnkou z Attems-Petzensteinu (1657–1712) měl několik dětí, mezi nimiž byli dva pozdější vynikající důstojníci:
- Jiří Oliver hrabě z Wallisu (1673–1744) byl c. k. skutečným tajným radou, guvernérem v Messině a císařským generálem-polním maršálem. Se svou druhou manželkou Marií Terezií hraběnkou Kinskou (18. října 1721 – 13. srpna 1752) se oženil 18. srpna 1743. Jejich syn Štěpán Oliver (1. října 1744 – 5. února 1832) byl pánem na Kolešovicích, Petrovicích ad., dále byl c. k. komorníkem a dolnorakouským vládním radou. 3. května 1766 se oženil s Marií Františkou hraběnkou z Colloreda (2. dubna 1746 – 25. ledna 1795). Rudolf Oliver (30. července 1767 – 18. června 1833), pán na Kolešovicích, Petrovicích a Vysoké Libyni, c. k. komorník, major a první maštalíř, oženil se 25. října 1797 s Eleonorou hraběnkou Koloničovou (2. července 1776 – 8. dubna 1827). Jejich syn Fridrich Oliver byl pokračovatelem rodové linie.
- František Pavel hrabě z Wallisu (1678–1737), generál-polní zbrojmistr a dědičný pán na Třeběšovicích (Kunzendorfu) Haličském hrabství, tehdy součástí zemí Koruny české.

Těmto dvěma a jejich bratrovi Janu Hugovi byl 18. března 1706 v Laxenburgu císařem Josefem I. propůjčen hraběcí titul v rakouských a českých zemích s predikátem hrabat z Wallisu, svobodných pánů z Karighmainu.
Smrtí hraběte Jiřího, pravnuka Jiřího Olivera, 13. prosince 1928 vyhasla tato větev v mužské linii a současně v rakouských zemích.
2. linie – moravskobudějovická:
František Arnošt († 12. prosince 1702), svobodný pán a c. k. skutečný komorník, mladší syn Olivera a bratr Arnošta Jiřího se oženil s Annou Terezií z Říčan († 1722). Jeho syn František Václav (4. října 1696 – 14. ledna 1774), pán na Moravských Budějovicích, byl skutečným tajným radou, rytířem Řádu zlatého rouna a armádním důstojníkem – 3. ledna 1734 se stal generálem-polním vachmistrem, 31. března 1735 polním podmaršálkem, 27. června 1745 polním zbrojmistrem, 30. června 1754 polním maršálem. Od císaře Karla VI. dne 14. července 1724 ve Vídni obdržel titul říšského hraběte a po svém jmenování polním podmaršálkem 16. května 1736 společně s bratry Patriciem a Robertem, svobodnými pány z Wallisu a bratranci Edmundem, Filipem a Oliverem také rakouskou a českou hraběcí hodnost. Dne 23. července 1726 se oženil s Marií Rosou Reginou hraběnkou z Thürheimu (7. září 1705 – 20. března 1777). Jejich nejstarší syn František Arnošt II. (23. února 1729 – 18. dubna 1784) byl c. k. komorníkem, skutečným tajným radou, místopředseda apelačního soudu a nejvyšší dvorní lenní soudce v Čechách. Jeho manželkou byla od 17. října 1759 Marie Maxmiliana hraběnka ze Schaffgotsche (6. února 1741 – po roce 1805). Syn Josef (31. srpna 1767 – 18. listopad 1818) byl státním a konferenčním ministrem, od 11. září 1788 ženatý s Marií Luisou hraběnkou Valdštejnovou z duchdovské linie (11. června 1768 - asi 1828).
Jejich syn Maxmilián (27. června 1789 – 30. července 1864), od 4. července 1819 ženatý s Marií hraběnkou z Hoyos (22. července 1800 – 4. prosince 1882), pokračoval v této rodové linii. Ta v mužské linii vyhasla 1. prosince 1928 smrtí jeho vnuka Josefa (* 9. února 1862).
Josefova sestra Marie, vdaná za Rudolfa starohraběte ze Salm-Reifferscheidt-Raitze (1866 – 1919), zemřela 23. dubna 1936 na zámku v Moravských Budějovicích jako poslední člen svého rodu v rakouských zemích.

## Významní členové rodu

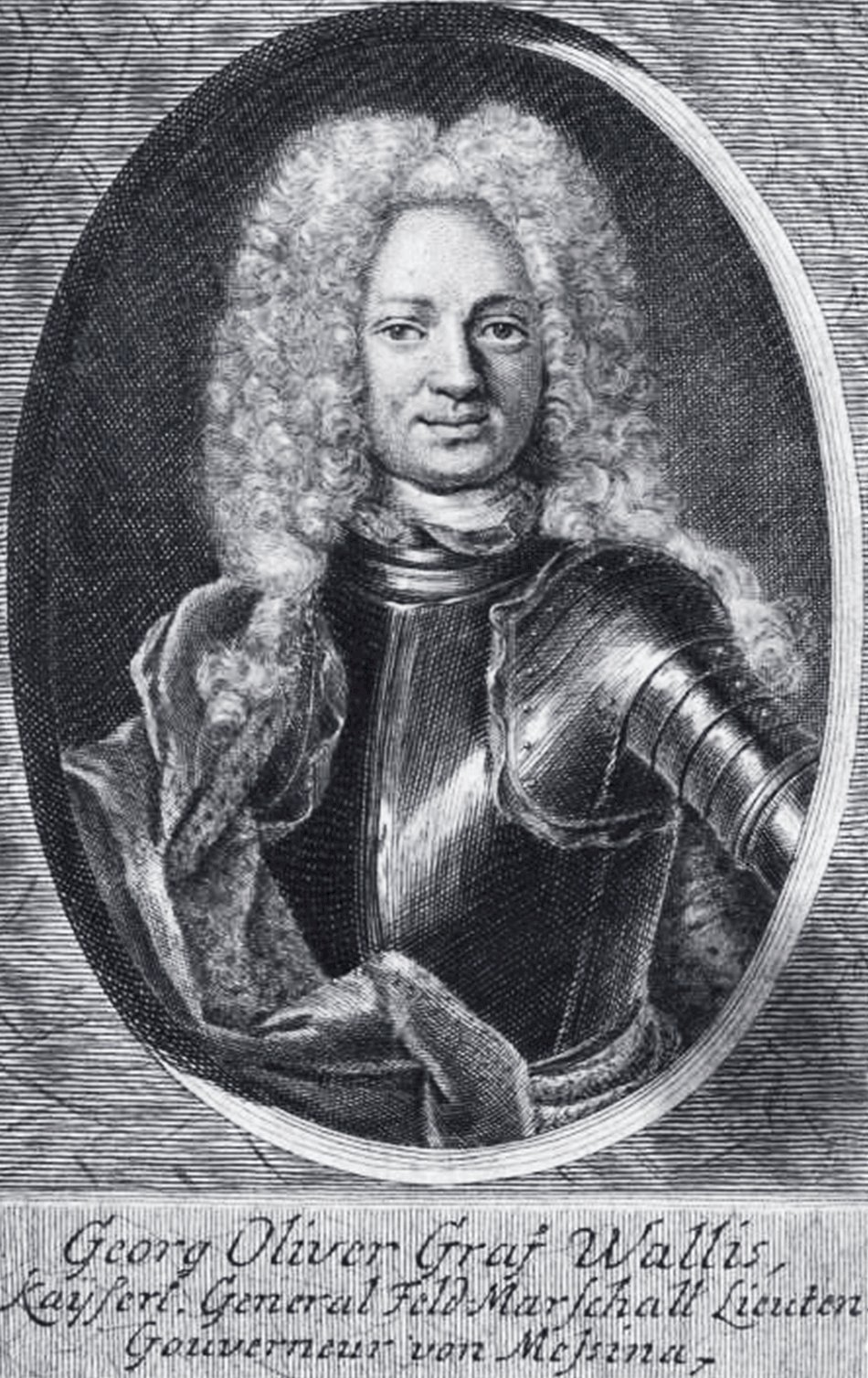
Císařský polní maršál Jiří Oliver hrabě z Wallisu (1673-1744)

- Michael Jan z Wallisu, císařský polní maršál
- František Pavel z Wallisu, císařský generál
- František Václav z Wallisu, císařský polní maršál
- Josef František z Wallisu, politik moravského zemského sněmu
- Josef Arsenius z Wallisu, duchovní
- Jiří Oliver z Wallisu, císařský polní maršál
- Karel Oliver z Wallisu, politik poslanec Říšské rady
- Olivier Remigius z Wallisu, důstojník v Napoleonských válkách